# Pierre V de Toulouse-Lautrec
Pour les articles homonymes, voir Pierre de Lautrec.
Pierre V de Toulouse-Lautrec (? - 1402) est vicomte de Lautrec, de 1392 à sa mort. Il est aussi seigneur de Montredon, de Saint-Germier, d'Algans de La Mortinié.

## Biographie
Pierre V de Toulouse-Lautrec est le fils aîné du vicomte Pierre IV de Toulouse-Lautrec (1330 - 1392) et d'Hélène de Lautrec-Vénès. Membre de la famille de Toulouse-Lautrec, il est l'ancêtre du peintre Henri de Toulouse-Lautrec. 
Le 11 janvier 1385, à la suite d'un différend avec un certain Arnaud de la Motte, il se bat en duel avec lui à Toulouse, et le vainc. Le 10 janvier 1389, le roi de France le nomme châtelain de Penne, en remplacement du chevalier Jean de Cramaud. Cette même année, il reçoit le comte de Foix Gaston Fébus en son château d'Algans. Il combat régulièrement les anglais ou les routiers durant la guerre de Cent Ans.
À la mort de son père en 1392, il hérite d'une part de la vicomté de Lautrec, mais partage le domaine avec de nombreux autres vicomtes dont la plupart sont ses cousins éloignés. Son frère, Jean de Toulouse-Lautrec est quant à lui titré de seigneur de Saint-Germier, en application de deux accords, datés du 25 mai 1390 et 3 juillet 1392. En mai 1392, il est mentionné comme chevalier et chambellan du roi, dans des lettres de pardon pour son entrée en armes dans la cité d'Algans. Il réalise son testament le 1er juillet 1402. Il meurt dans l'année, peut-être au château de Castelfranc avant d'être inhumé dans l'église des Dominicains de Castres.

## Mariage et postérité
Pierre V de Toulouse-Lautrec épouse Ermessinde Martianne de Montaut, dont il a un fils et héritier, Pierre VI de Toulouse-Lautrec, ainsi que plusieurs filles, mortes jeunes ou devenues religieuses. Ses deux autres fils, Jean et Innocent meurent en bas âge.